# Joseph C. J. Wainwright
Joseph C. J. Wainwright (Walpole, 10 dicembre 1851 – Needham, 12 luglio 1921) è stato un compositore di scacchi statunitense.
Ha composto soprattutto problemi in due mosse ed è noto per aver realizzato diversi task, cioè problemi in cui è valorizzato al massimo il potere dei pezzi. Il libro di Alain C. White Les tours de force sur l'échiquier (1906) riporta molti suoi task e un suo articolo sul problema della "croce di Donna".
È stato tra i primi scacchisti a scrivere un romanzo sugli scacchi. Nel 1878 vinse il primo premio del concorso Hartford Times Literary Chess Tourney riservato a opere letterarie sugli scacchi, con il libro The Two Knights Defense, ambientato all'epoca del re Riccardo I d'Inghilterra. Scrisse anche molti componimenti in versi sugli scacchi, tra cui Sonnets to the Chess Pieces.
Due suoi problemi:
|   | a | b | c | d | e | f | g | h |   |
| 8 | d7 pedone del nero · h7 alfiere del nero · c4 pedone del nero · d4 pedone del nero · e4 pedone del nero · h4 pedone del nero · a3 alfiere del bianco · f3 donna del bianco · h3 torre del nero · a2 re del nero · e2 pedone del bianco · f2 torre del bianco · h2 pedone del bianco · b1 torre del bianco · c1 re del bianco | d7 pedone del nero · h7 alfiere del nero · c4 pedone del nero · d4 pedone del nero · e4 pedone del nero · h4 pedone del nero · a3 alfiere del bianco · f3 donna del bianco · h3 torre del nero · a2 re del nero · e2 pedone del bianco · f2 torre del bianco · h2 pedone del bianco · b1 torre del bianco · c1 re del bianco | d7 pedone del nero · h7 alfiere del nero · c4 pedone del nero · d4 pedone del nero · e4 pedone del nero · h4 pedone del nero · a3 alfiere del bianco · f3 donna del bianco · h3 torre del nero · a2 re del nero · e2 pedone del bianco · f2 torre del bianco · h2 pedone del bianco · b1 torre del bianco · c1 re del bianco | d7 pedone del nero · h7 alfiere del nero · c4 pedone del nero · d4 pedone del nero · e4 pedone del nero · h4 pedone del nero · a3 alfiere del bianco · f3 donna del bianco · h3 torre del nero · a2 re del nero · e2 pedone del bianco · f2 torre del bianco · h2 pedone del bianco · b1 torre del bianco · c1 re del bianco | d7 pedone del nero · h7 alfiere del nero · c4 pedone del nero · d4 pedone del nero · e4 pedone del nero · h4 pedone del nero · a3 alfiere del bianco · f3 donna del bianco · h3 torre del nero · a2 re del nero · e2 pedone del bianco · f2 torre del bianco · h2 pedone del bianco · b1 torre del bianco · c1 re del bianco | d7 pedone del nero · h7 alfiere del nero · c4 pedone del nero · d4 pedone del nero · e4 pedone del nero · h4 pedone del nero · a3 alfiere del bianco · f3 donna del bianco · h3 torre del nero · a2 re del nero · e2 pedone del bianco · f2 torre del bianco · h2 pedone del bianco · b1 torre del bianco · c1 re del bianco | d7 pedone del nero · h7 alfiere del nero · c4 pedone del nero · d4 pedone del nero · e4 pedone del nero · h4 pedone del nero · a3 alfiere del bianco · f3 donna del bianco · h3 torre del nero · a2 re del nero · e2 pedone del bianco · f2 torre del bianco · h2 pedone del bianco · b1 torre del bianco · c1 re del bianco | d7 pedone del nero · h7 alfiere del nero · c4 pedone del nero · d4 pedone del nero · e4 pedone del nero · h4 pedone del nero · a3 alfiere del bianco · f3 donna del bianco · h3 torre del nero · a2 re del nero · e2 pedone del bianco · f2 torre del bianco · h2 pedone del bianco · b1 torre del bianco · c1 re del bianco | 8 |
| 7 | d7 pedone del nero · h7 alfiere del nero · c4 pedone del nero · d4 pedone del nero · e4 pedone del nero · h4 pedone del nero · a3 alfiere del bianco · f3 donna del bianco · h3 torre del nero · a2 re del nero · e2 pedone del bianco · f2 torre del bianco · h2 pedone del bianco · b1 torre del bianco · c1 re del bianco | d7 pedone del nero · h7 alfiere del nero · c4 pedone del nero · d4 pedone del nero · e4 pedone del nero · h4 pedone del nero · a3 alfiere del bianco · f3 donna del bianco · h3 torre del nero · a2 re del nero · e2 pedone del bianco · f2 torre del bianco · h2 pedone del bianco · b1 torre del bianco · c1 re del bianco | d7 pedone del nero · h7 alfiere del nero · c4 pedone del nero · d4 pedone del nero · e4 pedone del nero · h4 pedone del nero · a3 alfiere del bianco · f3 donna del bianco · h3 torre del nero · a2 re del nero · e2 pedone del bianco · f2 torre del bianco · h2 pedone del bianco · b1 torre del bianco · c1 re del bianco | d7 pedone del nero · h7 alfiere del nero · c4 pedone del nero · d4 pedone del nero · e4 pedone del nero · h4 pedone del nero · a3 alfiere del bianco · f3 donna del bianco · h3 torre del nero · a2 re del nero · e2 pedone del bianco · f2 torre del bianco · h2 pedone del bianco · b1 torre del bianco · c1 re del bianco | d7 pedone del nero · h7 alfiere del nero · c4 pedone del nero · d4 pedone del nero · e4 pedone del nero · h4 pedone del nero · a3 alfiere del bianco · f3 donna del bianco · h3 torre del nero · a2 re del nero · e2 pedone del bianco · f2 torre del bianco · h2 pedone del bianco · b1 torre del bianco · c1 re del bianco | d7 pedone del nero · h7 alfiere del nero · c4 pedone del nero · d4 pedone del nero · e4 pedone del nero · h4 pedone del nero · a3 alfiere del bianco · f3 donna del bianco · h3 torre del nero · a2 re del nero · e2 pedone del bianco · f2 torre del bianco · h2 pedone del bianco · b1 torre del bianco · c1 re del bianco | d7 pedone del nero · h7 alfiere del nero · c4 pedone del nero · d4 pedone del nero · e4 pedone del nero · h4 pedone del nero · a3 alfiere del bianco · f3 donna del bianco · h3 torre del nero · a2 re del nero · e2 pedone del bianco · f2 torre del bianco · h2 pedone del bianco · b1 torre del bianco · c1 re del bianco | d7 pedone del nero · h7 alfiere del nero · c4 pedone del nero · d4 pedone del nero · e4 pedone del nero · h4 pedone del nero · a3 alfiere del bianco · f3 donna del bianco · h3 torre del nero · a2 re del nero · e2 pedone del bianco · f2 torre del bianco · h2 pedone del bianco · b1 torre del bianco · c1 re del bianco | 7 |
| 6 | d7 pedone del nero · h7 alfiere del nero · c4 pedone del nero · d4 pedone del nero · e4 pedone del nero · h4 pedone del nero · a3 alfiere del bianco · f3 donna del bianco · h3 torre del nero · a2 re del nero · e2 pedone del bianco · f2 torre del bianco · h2 pedone del bianco · b1 torre del bianco · c1 re del bianco | d7 pedone del nero · h7 alfiere del nero · c4 pedone del nero · d4 pedone del nero · e4 pedone del nero · h4 pedone del nero · a3 alfiere del bianco · f3 donna del bianco · h3 torre del nero · a2 re del nero · e2 pedone del bianco · f2 torre del bianco · h2 pedone del bianco · b1 torre del bianco · c1 re del bianco | d7 pedone del nero · h7 alfiere del nero · c4 pedone del nero · d4 pedone del nero · e4 pedone del nero · h4 pedone del nero · a3 alfiere del bianco · f3 donna del bianco · h3 torre del nero · a2 re del nero · e2 pedone del bianco · f2 torre del bianco · h2 pedone del bianco · b1 torre del bianco · c1 re del bianco | d7 pedone del nero · h7 alfiere del nero · c4 pedone del nero · d4 pedone del nero · e4 pedone del nero · h4 pedone del nero · a3 alfiere del bianco · f3 donna del bianco · h3 torre del nero · a2 re del nero · e2 pedone del bianco · f2 torre del bianco · h2 pedone del bianco · b1 torre del bianco · c1 re del bianco | d7 pedone del nero · h7 alfiere del nero · c4 pedone del nero · d4 pedone del nero · e4 pedone del nero · h4 pedone del nero · a3 alfiere del bianco · f3 donna del bianco · h3 torre del nero · a2 re del nero · e2 pedone del bianco · f2 torre del bianco · h2 pedone del bianco · b1 torre del bianco · c1 re del bianco | d7 pedone del nero · h7 alfiere del nero · c4 pedone del nero · d4 pedone del nero · e4 pedone del nero · h4 pedone del nero · a3 alfiere del bianco · f3 donna del bianco · h3 torre del nero · a2 re del nero · e2 pedone del bianco · f2 torre del bianco · h2 pedone del bianco · b1 torre del bianco · c1 re del bianco | d7 pedone del nero · h7 alfiere del nero · c4 pedone del nero · d4 pedone del nero · e4 pedone del nero · h4 pedone del nero · a3 alfiere del bianco · f3 donna del bianco · h3 torre del nero · a2 re del nero · e2 pedone del bianco · f2 torre del bianco · h2 pedone del bianco · b1 torre del bianco · c1 re del bianco | d7 pedone del nero · h7 alfiere del nero · c4 pedone del nero · d4 pedone del nero · e4 pedone del nero · h4 pedone del nero · a3 alfiere del bianco · f3 donna del bianco · h3 torre del nero · a2 re del nero · e2 pedone del bianco · f2 torre del bianco · h2 pedone del bianco · b1 torre del bianco · c1 re del bianco | 6 |
| 5 | d7 pedone del nero · h7 alfiere del nero · c4 pedone del nero · d4 pedone del nero · e4 pedone del nero · h4 pedone del nero · a3 alfiere del bianco · f3 donna del bianco · h3 torre del nero · a2 re del nero · e2 pedone del bianco · f2 torre del bianco · h2 pedone del bianco · b1 torre del bianco · c1 re del bianco | d7 pedone del nero · h7 alfiere del nero · c4 pedone del nero · d4 pedone del nero · e4 pedone del nero · h4 pedone del nero · a3 alfiere del bianco · f3 donna del bianco · h3 torre del nero · a2 re del nero · e2 pedone del bianco · f2 torre del bianco · h2 pedone del bianco · b1 torre del bianco · c1 re del bianco | d7 pedone del nero · h7 alfiere del nero · c4 pedone del nero · d4 pedone del nero · e4 pedone del nero · h4 pedone del nero · a3 alfiere del bianco · f3 donna del bianco · h3 torre del nero · a2 re del nero · e2 pedone del bianco · f2 torre del bianco · h2 pedone del bianco · b1 torre del bianco · c1 re del bianco | d7 pedone del nero · h7 alfiere del nero · c4 pedone del nero · d4 pedone del nero · e4 pedone del nero · h4 pedone del nero · a3 alfiere del bianco · f3 donna del bianco · h3 torre del nero · a2 re del nero · e2 pedone del bianco · f2 torre del bianco · h2 pedone del bianco · b1 torre del bianco · c1 re del bianco | d7 pedone del nero · h7 alfiere del nero · c4 pedone del nero · d4 pedone del nero · e4 pedone del nero · h4 pedone del nero · a3 alfiere del bianco · f3 donna del bianco · h3 torre del nero · a2 re del nero · e2 pedone del bianco · f2 torre del bianco · h2 pedone del bianco · b1 torre del bianco · c1 re del bianco | d7 pedone del nero · h7 alfiere del nero · c4 pedone del nero · d4 pedone del nero · e4 pedone del nero · h4 pedone del nero · a3 alfiere del bianco · f3 donna del bianco · h3 torre del nero · a2 re del nero · e2 pedone del bianco · f2 torre del bianco · h2 pedone del bianco · b1 torre del bianco · c1 re del bianco | d7 pedone del nero · h7 alfiere del nero · c4 pedone del nero · d4 pedone del nero · e4 pedone del nero · h4 pedone del nero · a3 alfiere del bianco · f3 donna del bianco · h3 torre del nero · a2 re del nero · e2 pedone del bianco · f2 torre del bianco · h2 pedone del bianco · b1 torre del bianco · c1 re del bianco | d7 pedone del nero · h7 alfiere del nero · c4 pedone del nero · d4 pedone del nero · e4 pedone del nero · h4 pedone del nero · a3 alfiere del bianco · f3 donna del bianco · h3 torre del nero · a2 re del nero · e2 pedone del bianco · f2 torre del bianco · h2 pedone del bianco · b1 torre del bianco · c1 re del bianco | 5 |
| 4 | d7 pedone del nero · h7 alfiere del nero · c4 pedone del nero · d4 pedone del nero · e4 pedone del nero · h4 pedone del nero · a3 alfiere del bianco · f3 donna del bianco · h3 torre del nero · a2 re del nero · e2 pedone del bianco · f2 torre del bianco · h2 pedone del bianco · b1 torre del bianco · c1 re del bianco | d7 pedone del nero · h7 alfiere del nero · c4 pedone del nero · d4 pedone del nero · e4 pedone del nero · h4 pedone del nero · a3 alfiere del bianco · f3 donna del bianco · h3 torre del nero · a2 re del nero · e2 pedone del bianco · f2 torre del bianco · h2 pedone del bianco · b1 torre del bianco · c1 re del bianco | d7 pedone del nero · h7 alfiere del nero · c4 pedone del nero · d4 pedone del nero · e4 pedone del nero · h4 pedone del nero · a3 alfiere del bianco · f3 donna del bianco · h3 torre del nero · a2 re del nero · e2 pedone del bianco · f2 torre del bianco · h2 pedone del bianco · b1 torre del bianco · c1 re del bianco | d7 pedone del nero · h7 alfiere del nero · c4 pedone del nero · d4 pedone del nero · e4 pedone del nero · h4 pedone del nero · a3 alfiere del bianco · f3 donna del bianco · h3 torre del nero · a2 re del nero · e2 pedone del bianco · f2 torre del bianco · h2 pedone del bianco · b1 torre del bianco · c1 re del bianco | d7 pedone del nero · h7 alfiere del nero · c4 pedone del nero · d4 pedone del nero · e4 pedone del nero · h4 pedone del nero · a3 alfiere del bianco · f3 donna del bianco · h3 torre del nero · a2 re del nero · e2 pedone del bianco · f2 torre del bianco · h2 pedone del bianco · b1 torre del bianco · c1 re del bianco | d7 pedone del nero · h7 alfiere del nero · c4 pedone del nero · d4 pedone del nero · e4 pedone del nero · h4 pedone del nero · a3 alfiere del bianco · f3 donna del bianco · h3 torre del nero · a2 re del nero · e2 pedone del bianco · f2 torre del bianco · h2 pedone del bianco · b1 torre del bianco · c1 re del bianco | d7 pedone del nero · h7 alfiere del nero · c4 pedone del nero · d4 pedone del nero · e4 pedone del nero · h4 pedone del nero · a3 alfiere del bianco · f3 donna del bianco · h3 torre del nero · a2 re del nero · e2 pedone del bianco · f2 torre del bianco · h2 pedone del bianco · b1 torre del bianco · c1 re del bianco | d7 pedone del nero · h7 alfiere del nero · c4 pedone del nero · d4 pedone del nero · e4 pedone del nero · h4 pedone del nero · a3 alfiere del bianco · f3 donna del bianco · h3 torre del nero · a2 re del nero · e2 pedone del bianco · f2 torre del bianco · h2 pedone del bianco · b1 torre del bianco · c1 re del bianco | 4 |
| 3 | d7 pedone del nero · h7 alfiere del nero · c4 pedone del nero · d4 pedone del nero · e4 pedone del nero · h4 pedone del nero · a3 alfiere del bianco · f3 donna del bianco · h3 torre del nero · a2 re del nero · e2 pedone del bianco · f2 torre del bianco · h2 pedone del bianco · b1 torre del bianco · c1 re del bianco | d7 pedone del nero · h7 alfiere del nero · c4 pedone del nero · d4 pedone del nero · e4 pedone del nero · h4 pedone del nero · a3 alfiere del bianco · f3 donna del bianco · h3 torre del nero · a2 re del nero · e2 pedone del bianco · f2 torre del bianco · h2 pedone del bianco · b1 torre del bianco · c1 re del bianco | d7 pedone del nero · h7 alfiere del nero · c4 pedone del nero · d4 pedone del nero · e4 pedone del nero · h4 pedone del nero · a3 alfiere del bianco · f3 donna del bianco · h3 torre del nero · a2 re del nero · e2 pedone del bianco · f2 torre del bianco · h2 pedone del bianco · b1 torre del bianco · c1 re del bianco | d7 pedone del nero · h7 alfiere del nero · c4 pedone del nero · d4 pedone del nero · e4 pedone del nero · h4 pedone del nero · a3 alfiere del bianco · f3 donna del bianco · h3 torre del nero · a2 re del nero · e2 pedone del bianco · f2 torre del bianco · h2 pedone del bianco · b1 torre del bianco · c1 re del bianco | d7 pedone del nero · h7 alfiere del nero · c4 pedone del nero · d4 pedone del nero · e4 pedone del nero · h4 pedone del nero · a3 alfiere del bianco · f3 donna del bianco · h3 torre del nero · a2 re del nero · e2 pedone del bianco · f2 torre del bianco · h2 pedone del bianco · b1 torre del bianco · c1 re del bianco | d7 pedone del nero · h7 alfiere del nero · c4 pedone del nero · d4 pedone del nero · e4 pedone del nero · h4 pedone del nero · a3 alfiere del bianco · f3 donna del bianco · h3 torre del nero · a2 re del nero · e2 pedone del bianco · f2 torre del bianco · h2 pedone del bianco · b1 torre del bianco · c1 re del bianco | d7 pedone del nero · h7 alfiere del nero · c4 pedone del nero · d4 pedone del nero · e4 pedone del nero · h4 pedone del nero · a3 alfiere del bianco · f3 donna del bianco · h3 torre del nero · a2 re del nero · e2 pedone del bianco · f2 torre del bianco · h2 pedone del bianco · b1 torre del bianco · c1 re del bianco | d7 pedone del nero · h7 alfiere del nero · c4 pedone del nero · d4 pedone del nero · e4 pedone del nero · h4 pedone del nero · a3 alfiere del bianco · f3 donna del bianco · h3 torre del nero · a2 re del nero · e2 pedone del bianco · f2 torre del bianco · h2 pedone del bianco · b1 torre del bianco · c1 re del bianco | 3 |
| 2 | d7 pedone del nero · h7 alfiere del nero · c4 pedone del nero · d4 pedone del nero · e4 pedone del nero · h4 pedone del nero · a3 alfiere del bianco · f3 donna del bianco · h3 torre del nero · a2 re del nero · e2 pedone del bianco · f2 torre del bianco · h2 pedone del bianco · b1 torre del bianco · c1 re del bianco | d7 pedone del nero · h7 alfiere del nero · c4 pedone del nero · d4 pedone del nero · e4 pedone del nero · h4 pedone del nero · a3 alfiere del bianco · f3 donna del bianco · h3 torre del nero · a2 re del nero · e2 pedone del bianco · f2 torre del bianco · h2 pedone del bianco · b1 torre del bianco · c1 re del bianco | d7 pedone del nero · h7 alfiere del nero · c4 pedone del nero · d4 pedone del nero · e4 pedone del nero · h4 pedone del nero · a3 alfiere del bianco · f3 donna del bianco · h3 torre del nero · a2 re del nero · e2 pedone del bianco · f2 torre del bianco · h2 pedone del bianco · b1 torre del bianco · c1 re del bianco | d7 pedone del nero · h7 alfiere del nero · c4 pedone del nero · d4 pedone del nero · e4 pedone del nero · h4 pedone del nero · a3 alfiere del bianco · f3 donna del bianco · h3 torre del nero · a2 re del nero · e2 pedone del bianco · f2 torre del bianco · h2 pedone del bianco · b1 torre del bianco · c1 re del bianco | d7 pedone del nero · h7 alfiere del nero · c4 pedone del nero · d4 pedone del nero · e4 pedone del nero · h4 pedone del nero · a3 alfiere del bianco · f3 donna del bianco · h3 torre del nero · a2 re del nero · e2 pedone del bianco · f2 torre del bianco · h2 pedone del bianco · b1 torre del bianco · c1 re del bianco | d7 pedone del nero · h7 alfiere del nero · c4 pedone del nero · d4 pedone del nero · e4 pedone del nero · h4 pedone del nero · a3 alfiere del bianco · f3 donna del bianco · h3 torre del nero · a2 re del nero · e2 pedone del bianco · f2 torre del bianco · h2 pedone del bianco · b1 torre del bianco · c1 re del bianco | d7 pedone del nero · h7 alfiere del nero · c4 pedone del nero · d4 pedone del nero · e4 pedone del nero · h4 pedone del nero · a3 alfiere del bianco · f3 donna del bianco · h3 torre del nero · a2 re del nero · e2 pedone del bianco · f2 torre del bianco · h2 pedone del bianco · b1 torre del bianco · c1 re del bianco | d7 pedone del nero · h7 alfiere del nero · c4 pedone del nero · d4 pedone del nero · e4 pedone del nero · h4 pedone del nero · a3 alfiere del bianco · f3 donna del bianco · h3 torre del nero · a2 re del nero · e2 pedone del bianco · f2 torre del bianco · h2 pedone del bianco · b1 torre del bianco · c1 re del bianco | 2 |
| 1 | d7 pedone del nero · h7 alfiere del nero · c4 pedone del nero · d4 pedone del nero · e4 pedone del nero · h4 pedone del nero · a3 alfiere del bianco · f3 donna del bianco · h3 torre del nero · a2 re del nero · e2 pedone del bianco · f2 torre del bianco · h2 pedone del bianco · b1 torre del bianco · c1 re del bianco | d7 pedone del nero · h7 alfiere del nero · c4 pedone del nero · d4 pedone del nero · e4 pedone del nero · h4 pedone del nero · a3 alfiere del bianco · f3 donna del bianco · h3 torre del nero · a2 re del nero · e2 pedone del bianco · f2 torre del bianco · h2 pedone del bianco · b1 torre del bianco · c1 re del bianco | d7 pedone del nero · h7 alfiere del nero · c4 pedone del nero · d4 pedone del nero · e4 pedone del nero · h4 pedone del nero · a3 alfiere del bianco · f3 donna del bianco · h3 torre del nero · a2 re del nero · e2 pedone del bianco · f2 torre del bianco · h2 pedone del bianco · b1 torre del bianco · c1 re del bianco | d7 pedone del nero · h7 alfiere del nero · c4 pedone del nero · d4 pedone del nero · e4 pedone del nero · h4 pedone del nero · a3 alfiere del bianco · f3 donna del bianco · h3 torre del nero · a2 re del nero · e2 pedone del bianco · f2 torre del bianco · h2 pedone del bianco · b1 torre del bianco · c1 re del bianco | d7 pedone del nero · h7 alfiere del nero · c4 pedone del nero · d4 pedone del nero · e4 pedone del nero · h4 pedone del nero · a3 alfiere del bianco · f3 donna del bianco · h3 torre del nero · a2 re del nero · e2 pedone del bianco · f2 torre del bianco · h2 pedone del bianco · b1 torre del bianco · c1 re del bianco | d7 pedone del nero · h7 alfiere del nero · c4 pedone del nero · d4 pedone del nero · e4 pedone del nero · h4 pedone del nero · a3 alfiere del bianco · f3 donna del bianco · h3 torre del nero · a2 re del nero · e2 pedone del bianco · f2 torre del bianco · h2 pedone del bianco · b1 torre del bianco · c1 re del bianco | d7 pedone del nero · h7 alfiere del nero · c4 pedone del nero · d4 pedone del nero · e4 pedone del nero · h4 pedone del nero · a3 alfiere del bianco · f3 donna del bianco · h3 torre del nero · a2 re del nero · e2 pedone del bianco · f2 torre del bianco · h2 pedone del bianco · b1 torre del bianco · c1 re del bianco | d7 pedone del nero · h7 alfiere del nero · c4 pedone del nero · d4 pedone del nero · e4 pedone del nero · h4 pedone del nero · a3 alfiere del bianco · f3 donna del bianco · h3 torre del nero · a2 re del nero · e2 pedone del bianco · f2 torre del bianco · h2 pedone del bianco · b1 torre del bianco · c1 re del bianco | 1 |
|   | a | b | c | d | e | f | g | h |   |

Soluzione:
Tentativi: 1. Ab4/Ac5? ...c3!
1. Ad6 !  (2. e3#)

1. ...c3  2. Df7# 

1. ...exf3  2. e4# 

1. ...e3  2. Da8# 

1. ...Txh2  2. Da3# 

|   | a | b | c | d | e | f | g | h |   |
| 8 | a8 torre del nero · b8 cavallo del nero · f8 cavallo del bianco · a7 alfiere del nero · f7 pedone del nero · a6 pedone del bianco · g6 cavallo del nero · a5 donna del bianco · b5 cavallo del bianco · c5 re del nero · d5 pedone del bianco · f5 pedone del bianco · b3 pedone del nero · g3 re del bianco · h3 torre del bianco · b2 pedone del bianco · e2 pedone del bianco · g2 alfiere del bianco · h2 pedone del bianco | a8 torre del nero · b8 cavallo del nero · f8 cavallo del bianco · a7 alfiere del nero · f7 pedone del nero · a6 pedone del bianco · g6 cavallo del nero · a5 donna del bianco · b5 cavallo del bianco · c5 re del nero · d5 pedone del bianco · f5 pedone del bianco · b3 pedone del nero · g3 re del bianco · h3 torre del bianco · b2 pedone del bianco · e2 pedone del bianco · g2 alfiere del bianco · h2 pedone del bianco | a8 torre del nero · b8 cavallo del nero · f8 cavallo del bianco · a7 alfiere del nero · f7 pedone del nero · a6 pedone del bianco · g6 cavallo del nero · a5 donna del bianco · b5 cavallo del bianco · c5 re del nero · d5 pedone del bianco · f5 pedone del bianco · b3 pedone del nero · g3 re del bianco · h3 torre del bianco · b2 pedone del bianco · e2 pedone del bianco · g2 alfiere del bianco · h2 pedone del bianco | a8 torre del nero · b8 cavallo del nero · f8 cavallo del bianco · a7 alfiere del nero · f7 pedone del nero · a6 pedone del bianco · g6 cavallo del nero · a5 donna del bianco · b5 cavallo del bianco · c5 re del nero · d5 pedone del bianco · f5 pedone del bianco · b3 pedone del nero · g3 re del bianco · h3 torre del bianco · b2 pedone del bianco · e2 pedone del bianco · g2 alfiere del bianco · h2 pedone del bianco | a8 torre del nero · b8 cavallo del nero · f8 cavallo del bianco · a7 alfiere del nero · f7 pedone del nero · a6 pedone del bianco · g6 cavallo del nero · a5 donna del bianco · b5 cavallo del bianco · c5 re del nero · d5 pedone del bianco · f5 pedone del bianco · b3 pedone del nero · g3 re del bianco · h3 torre del bianco · b2 pedone del bianco · e2 pedone del bianco · g2 alfiere del bianco · h2 pedone del bianco | a8 torre del nero · b8 cavallo del nero · f8 cavallo del bianco · a7 alfiere del nero · f7 pedone del nero · a6 pedone del bianco · g6 cavallo del nero · a5 donna del bianco · b5 cavallo del bianco · c5 re del nero · d5 pedone del bianco · f5 pedone del bianco · b3 pedone del nero · g3 re del bianco · h3 torre del bianco · b2 pedone del bianco · e2 pedone del bianco · g2 alfiere del bianco · h2 pedone del bianco | a8 torre del nero · b8 cavallo del nero · f8 cavallo del bianco · a7 alfiere del nero · f7 pedone del nero · a6 pedone del bianco · g6 cavallo del nero · a5 donna del bianco · b5 cavallo del bianco · c5 re del nero · d5 pedone del bianco · f5 pedone del bianco · b3 pedone del nero · g3 re del bianco · h3 torre del bianco · b2 pedone del bianco · e2 pedone del bianco · g2 alfiere del bianco · h2 pedone del bianco | a8 torre del nero · b8 cavallo del nero · f8 cavallo del bianco · a7 alfiere del nero · f7 pedone del nero · a6 pedone del bianco · g6 cavallo del nero · a5 donna del bianco · b5 cavallo del bianco · c5 re del nero · d5 pedone del bianco · f5 pedone del bianco · b3 pedone del nero · g3 re del bianco · h3 torre del bianco · b2 pedone del bianco · e2 pedone del bianco · g2 alfiere del bianco · h2 pedone del bianco | 8 |
| 7 | a8 torre del nero · b8 cavallo del nero · f8 cavallo del bianco · a7 alfiere del nero · f7 pedone del nero · a6 pedone del bianco · g6 cavallo del nero · a5 donna del bianco · b5 cavallo del bianco · c5 re del nero · d5 pedone del bianco · f5 pedone del bianco · b3 pedone del nero · g3 re del bianco · h3 torre del bianco · b2 pedone del bianco · e2 pedone del bianco · g2 alfiere del bianco · h2 pedone del bianco | a8 torre del nero · b8 cavallo del nero · f8 cavallo del bianco · a7 alfiere del nero · f7 pedone del nero · a6 pedone del bianco · g6 cavallo del nero · a5 donna del bianco · b5 cavallo del bianco · c5 re del nero · d5 pedone del bianco · f5 pedone del bianco · b3 pedone del nero · g3 re del bianco · h3 torre del bianco · b2 pedone del bianco · e2 pedone del bianco · g2 alfiere del bianco · h2 pedone del bianco | a8 torre del nero · b8 cavallo del nero · f8 cavallo del bianco · a7 alfiere del nero · f7 pedone del nero · a6 pedone del bianco · g6 cavallo del nero · a5 donna del bianco · b5 cavallo del bianco · c5 re del nero · d5 pedone del bianco · f5 pedone del bianco · b3 pedone del nero · g3 re del bianco · h3 torre del bianco · b2 pedone del bianco · e2 pedone del bianco · g2 alfiere del bianco · h2 pedone del bianco | a8 torre del nero · b8 cavallo del nero · f8 cavallo del bianco · a7 alfiere del nero · f7 pedone del nero · a6 pedone del bianco · g6 cavallo del nero · a5 donna del bianco · b5 cavallo del bianco · c5 re del nero · d5 pedone del bianco · f5 pedone del bianco · b3 pedone del nero · g3 re del bianco · h3 torre del bianco · b2 pedone del bianco · e2 pedone del bianco · g2 alfiere del bianco · h2 pedone del bianco | a8 torre del nero · b8 cavallo del nero · f8 cavallo del bianco · a7 alfiere del nero · f7 pedone del nero · a6 pedone del bianco · g6 cavallo del nero · a5 donna del bianco · b5 cavallo del bianco · c5 re del nero · d5 pedone del bianco · f5 pedone del bianco · b3 pedone del nero · g3 re del bianco · h3 torre del bianco · b2 pedone del bianco · e2 pedone del bianco · g2 alfiere del bianco · h2 pedone del bianco | a8 torre del nero · b8 cavallo del nero · f8 cavallo del bianco · a7 alfiere del nero · f7 pedone del nero · a6 pedone del bianco · g6 cavallo del nero · a5 donna del bianco · b5 cavallo del bianco · c5 re del nero · d5 pedone del bianco · f5 pedone del bianco · b3 pedone del nero · g3 re del bianco · h3 torre del bianco · b2 pedone del bianco · e2 pedone del bianco · g2 alfiere del bianco · h2 pedone del bianco | a8 torre del nero · b8 cavallo del nero · f8 cavallo del bianco · a7 alfiere del nero · f7 pedone del nero · a6 pedone del bianco · g6 cavallo del nero · a5 donna del bianco · b5 cavallo del bianco · c5 re del nero · d5 pedone del bianco · f5 pedone del bianco · b3 pedone del nero · g3 re del bianco · h3 torre del bianco · b2 pedone del bianco · e2 pedone del bianco · g2 alfiere del bianco · h2 pedone del bianco | a8 torre del nero · b8 cavallo del nero · f8 cavallo del bianco · a7 alfiere del nero · f7 pedone del nero · a6 pedone del bianco · g6 cavallo del nero · a5 donna del bianco · b5 cavallo del bianco · c5 re del nero · d5 pedone del bianco · f5 pedone del bianco · b3 pedone del nero · g3 re del bianco · h3 torre del bianco · b2 pedone del bianco · e2 pedone del bianco · g2 alfiere del bianco · h2 pedone del bianco | 7 |
| 6 | a8 torre del nero · b8 cavallo del nero · f8 cavallo del bianco · a7 alfiere del nero · f7 pedone del nero · a6 pedone del bianco · g6 cavallo del nero · a5 donna del bianco · b5 cavallo del bianco · c5 re del nero · d5 pedone del bianco · f5 pedone del bianco · b3 pedone del nero · g3 re del bianco · h3 torre del bianco · b2 pedone del bianco · e2 pedone del bianco · g2 alfiere del bianco · h2 pedone del bianco | a8 torre del nero · b8 cavallo del nero · f8 cavallo del bianco · a7 alfiere del nero · f7 pedone del nero · a6 pedone del bianco · g6 cavallo del nero · a5 donna del bianco · b5 cavallo del bianco · c5 re del nero · d5 pedone del bianco · f5 pedone del bianco · b3 pedone del nero · g3 re del bianco · h3 torre del bianco · b2 pedone del bianco · e2 pedone del bianco · g2 alfiere del bianco · h2 pedone del bianco | a8 torre del nero · b8 cavallo del nero · f8 cavallo del bianco · a7 alfiere del nero · f7 pedone del nero · a6 pedone del bianco · g6 cavallo del nero · a5 donna del bianco · b5 cavallo del bianco · c5 re del nero · d5 pedone del bianco · f5 pedone del bianco · b3 pedone del nero · g3 re del bianco · h3 torre del bianco · b2 pedone del bianco · e2 pedone del bianco · g2 alfiere del bianco · h2 pedone del bianco | a8 torre del nero · b8 cavallo del nero · f8 cavallo del bianco · a7 alfiere del nero · f7 pedone del nero · a6 pedone del bianco · g6 cavallo del nero · a5 donna del bianco · b5 cavallo del bianco · c5 re del nero · d5 pedone del bianco · f5 pedone del bianco · b3 pedone del nero · g3 re del bianco · h3 torre del bianco · b2 pedone del bianco · e2 pedone del bianco · g2 alfiere del bianco · h2 pedone del bianco | a8 torre del nero · b8 cavallo del nero · f8 cavallo del bianco · a7 alfiere del nero · f7 pedone del nero · a6 pedone del bianco · g6 cavallo del nero · a5 donna del bianco · b5 cavallo del bianco · c5 re del nero · d5 pedone del bianco · f5 pedone del bianco · b3 pedone del nero · g3 re del bianco · h3 torre del bianco · b2 pedone del bianco · e2 pedone del bianco · g2 alfiere del bianco · h2 pedone del bianco | a8 torre del nero · b8 cavallo del nero · f8 cavallo del bianco · a7 alfiere del nero · f7 pedone del nero · a6 pedone del bianco · g6 cavallo del nero · a5 donna del bianco · b5 cavallo del bianco · c5 re del nero · d5 pedone del bianco · f5 pedone del bianco · b3 pedone del nero · g3 re del bianco · h3 torre del bianco · b2 pedone del bianco · e2 pedone del bianco · g2 alfiere del bianco · h2 pedone del bianco | a8 torre del nero · b8 cavallo del nero · f8 cavallo del bianco · a7 alfiere del nero · f7 pedone del nero · a6 pedone del bianco · g6 cavallo del nero · a5 donna del bianco · b5 cavallo del bianco · c5 re del nero · d5 pedone del bianco · f5 pedone del bianco · b3 pedone del nero · g3 re del bianco · h3 torre del bianco · b2 pedone del bianco · e2 pedone del bianco · g2 alfiere del bianco · h2 pedone del bianco | a8 torre del nero · b8 cavallo del nero · f8 cavallo del bianco · a7 alfiere del nero · f7 pedone del nero · a6 pedone del bianco · g6 cavallo del nero · a5 donna del bianco · b5 cavallo del bianco · c5 re del nero · d5 pedone del bianco · f5 pedone del bianco · b3 pedone del nero · g3 re del bianco · h3 torre del bianco · b2 pedone del bianco · e2 pedone del bianco · g2 alfiere del bianco · h2 pedone del bianco | 6 |
| 5 | a8 torre del nero · b8 cavallo del nero · f8 cavallo del bianco · a7 alfiere del nero · f7 pedone del nero · a6 pedone del bianco · g6 cavallo del nero · a5 donna del bianco · b5 cavallo del bianco · c5 re del nero · d5 pedone del bianco · f5 pedone del bianco · b3 pedone del nero · g3 re del bianco · h3 torre del bianco · b2 pedone del bianco · e2 pedone del bianco · g2 alfiere del bianco · h2 pedone del bianco | a8 torre del nero · b8 cavallo del nero · f8 cavallo del bianco · a7 alfiere del nero · f7 pedone del nero · a6 pedone del bianco · g6 cavallo del nero · a5 donna del bianco · b5 cavallo del bianco · c5 re del nero · d5 pedone del bianco · f5 pedone del bianco · b3 pedone del nero · g3 re del bianco · h3 torre del bianco · b2 pedone del bianco · e2 pedone del bianco · g2 alfiere del bianco · h2 pedone del bianco | a8 torre del nero · b8 cavallo del nero · f8 cavallo del bianco · a7 alfiere del nero · f7 pedone del nero · a6 pedone del bianco · g6 cavallo del nero · a5 donna del bianco · b5 cavallo del bianco · c5 re del nero · d5 pedone del bianco · f5 pedone del bianco · b3 pedone del nero · g3 re del bianco · h3 torre del bianco · b2 pedone del bianco · e2 pedone del bianco · g2 alfiere del bianco · h2 pedone del bianco | a8 torre del nero · b8 cavallo del nero · f8 cavallo del bianco · a7 alfiere del nero · f7 pedone del nero · a6 pedone del bianco · g6 cavallo del nero · a5 donna del bianco · b5 cavallo del bianco · c5 re del nero · d5 pedone del bianco · f5 pedone del bianco · b3 pedone del nero · g3 re del bianco · h3 torre del bianco · b2 pedone del bianco · e2 pedone del bianco · g2 alfiere del bianco · h2 pedone del bianco | a8 torre del nero · b8 cavallo del nero · f8 cavallo del bianco · a7 alfiere del nero · f7 pedone del nero · a6 pedone del bianco · g6 cavallo del nero · a5 donna del bianco · b5 cavallo del bianco · c5 re del nero · d5 pedone del bianco · f5 pedone del bianco · b3 pedone del nero · g3 re del bianco · h3 torre del bianco · b2 pedone del bianco · e2 pedone del bianco · g2 alfiere del bianco · h2 pedone del bianco | a8 torre del nero · b8 cavallo del nero · f8 cavallo del bianco · a7 alfiere del nero · f7 pedone del nero · a6 pedone del bianco · g6 cavallo del nero · a5 donna del bianco · b5 cavallo del bianco · c5 re del nero · d5 pedone del bianco · f5 pedone del bianco · b3 pedone del nero · g3 re del bianco · h3 torre del bianco · b2 pedone del bianco · e2 pedone del bianco · g2 alfiere del bianco · h2 pedone del bianco | a8 torre del nero · b8 cavallo del nero · f8 cavallo del bianco · a7 alfiere del nero · f7 pedone del nero · a6 pedone del bianco · g6 cavallo del nero · a5 donna del bianco · b5 cavallo del bianco · c5 re del nero · d5 pedone del bianco · f5 pedone del bianco · b3 pedone del nero · g3 re del bianco · h3 torre del bianco · b2 pedone del bianco · e2 pedone del bianco · g2 alfiere del bianco · h2 pedone del bianco | a8 torre del nero · b8 cavallo del nero · f8 cavallo del bianco · a7 alfiere del nero · f7 pedone del nero · a6 pedone del bianco · g6 cavallo del nero · a5 donna del bianco · b5 cavallo del bianco · c5 re del nero · d5 pedone del bianco · f5 pedone del bianco · b3 pedone del nero · g3 re del bianco · h3 torre del bianco · b2 pedone del bianco · e2 pedone del bianco · g2 alfiere del bianco · h2 pedone del bianco | 5 |
| 4 | a8 torre del nero · b8 cavallo del nero · f8 cavallo del bianco · a7 alfiere del nero · f7 pedone del nero · a6 pedone del bianco · g6 cavallo del nero · a5 donna del bianco · b5 cavallo del bianco · c5 re del nero · d5 pedone del bianco · f5 pedone del bianco · b3 pedone del nero · g3 re del bianco · h3 torre del bianco · b2 pedone del bianco · e2 pedone del bianco · g2 alfiere del bianco · h2 pedone del bianco | a8 torre del nero · b8 cavallo del nero · f8 cavallo del bianco · a7 alfiere del nero · f7 pedone del nero · a6 pedone del bianco · g6 cavallo del nero · a5 donna del bianco · b5 cavallo del bianco · c5 re del nero · d5 pedone del bianco · f5 pedone del bianco · b3 pedone del nero · g3 re del bianco · h3 torre del bianco · b2 pedone del bianco · e2 pedone del bianco · g2 alfiere del bianco · h2 pedone del bianco | a8 torre del nero · b8 cavallo del nero · f8 cavallo del bianco · a7 alfiere del nero · f7 pedone del nero · a6 pedone del bianco · g6 cavallo del nero · a5 donna del bianco · b5 cavallo del bianco · c5 re del nero · d5 pedone del bianco · f5 pedone del bianco · b3 pedone del nero · g3 re del bianco · h3 torre del bianco · b2 pedone del bianco · e2 pedone del bianco · g2 alfiere del bianco · h2 pedone del bianco | a8 torre del nero · b8 cavallo del nero · f8 cavallo del bianco · a7 alfiere del nero · f7 pedone del nero · a6 pedone del bianco · g6 cavallo del nero · a5 donna del bianco · b5 cavallo del bianco · c5 re del nero · d5 pedone del bianco · f5 pedone del bianco · b3 pedone del nero · g3 re del bianco · h3 torre del bianco · b2 pedone del bianco · e2 pedone del bianco · g2 alfiere del bianco · h2 pedone del bianco | a8 torre del nero · b8 cavallo del nero · f8 cavallo del bianco · a7 alfiere del nero · f7 pedone del nero · a6 pedone del bianco · g6 cavallo del nero · a5 donna del bianco · b5 cavallo del bianco · c5 re del nero · d5 pedone del bianco · f5 pedone del bianco · b3 pedone del nero · g3 re del bianco · h3 torre del bianco · b2 pedone del bianco · e2 pedone del bianco · g2 alfiere del bianco · h2 pedone del bianco | a8 torre del nero · b8 cavallo del nero · f8 cavallo del bianco · a7 alfiere del nero · f7 pedone del nero · a6 pedone del bianco · g6 cavallo del nero · a5 donna del bianco · b5 cavallo del bianco · c5 re del nero · d5 pedone del bianco · f5 pedone del bianco · b3 pedone del nero · g3 re del bianco · h3 torre del bianco · b2 pedone del bianco · e2 pedone del bianco · g2 alfiere del bianco · h2 pedone del bianco | a8 torre del nero · b8 cavallo del nero · f8 cavallo del bianco · a7 alfiere del nero · f7 pedone del nero · a6 pedone del bianco · g6 cavallo del nero · a5 donna del bianco · b5 cavallo del bianco · c5 re del nero · d5 pedone del bianco · f5 pedone del bianco · b3 pedone del nero · g3 re del bianco · h3 torre del bianco · b2 pedone del bianco · e2 pedone del bianco · g2 alfiere del bianco · h2 pedone del bianco | a8 torre del nero · b8 cavallo del nero · f8 cavallo del bianco · a7 alfiere del nero · f7 pedone del nero · a6 pedone del bianco · g6 cavallo del nero · a5 donna del bianco · b5 cavallo del bianco · c5 re del nero · d5 pedone del bianco · f5 pedone del bianco · b3 pedone del nero · g3 re del bianco · h3 torre del bianco · b2 pedone del bianco · e2 pedone del bianco · g2 alfiere del bianco · h2 pedone del bianco | 4 |
| 3 | a8 torre del nero · b8 cavallo del nero · f8 cavallo del bianco · a7 alfiere del nero · f7 pedone del nero · a6 pedone del bianco · g6 cavallo del nero · a5 donna del bianco · b5 cavallo del bianco · c5 re del nero · d5 pedone del bianco · f5 pedone del bianco · b3 pedone del nero · g3 re del bianco · h3 torre del bianco · b2 pedone del bianco · e2 pedone del bianco · g2 alfiere del bianco · h2 pedone del bianco | a8 torre del nero · b8 cavallo del nero · f8 cavallo del bianco · a7 alfiere del nero · f7 pedone del nero · a6 pedone del bianco · g6 cavallo del nero · a5 donna del bianco · b5 cavallo del bianco · c5 re del nero · d5 pedone del bianco · f5 pedone del bianco · b3 pedone del nero · g3 re del bianco · h3 torre del bianco · b2 pedone del bianco · e2 pedone del bianco · g2 alfiere del bianco · h2 pedone del bianco | a8 torre del nero · b8 cavallo del nero · f8 cavallo del bianco · a7 alfiere del nero · f7 pedone del nero · a6 pedone del bianco · g6 cavallo del nero · a5 donna del bianco · b5 cavallo del bianco · c5 re del nero · d5 pedone del bianco · f5 pedone del bianco · b3 pedone del nero · g3 re del bianco · h3 torre del bianco · b2 pedone del bianco · e2 pedone del bianco · g2 alfiere del bianco · h2 pedone del bianco | a8 torre del nero · b8 cavallo del nero · f8 cavallo del bianco · a7 alfiere del nero · f7 pedone del nero · a6 pedone del bianco · g6 cavallo del nero · a5 donna del bianco · b5 cavallo del bianco · c5 re del nero · d5 pedone del bianco · f5 pedone del bianco · b3 pedone del nero · g3 re del bianco · h3 torre del bianco · b2 pedone del bianco · e2 pedone del bianco · g2 alfiere del bianco · h2 pedone del bianco | a8 torre del nero · b8 cavallo del nero · f8 cavallo del bianco · a7 alfiere del nero · f7 pedone del nero · a6 pedone del bianco · g6 cavallo del nero · a5 donna del bianco · b5 cavallo del bianco · c5 re del nero · d5 pedone del bianco · f5 pedone del bianco · b3 pedone del nero · g3 re del bianco · h3 torre del bianco · b2 pedone del bianco · e2 pedone del bianco · g2 alfiere del bianco · h2 pedone del bianco | a8 torre del nero · b8 cavallo del nero · f8 cavallo del bianco · a7 alfiere del nero · f7 pedone del nero · a6 pedone del bianco · g6 cavallo del nero · a5 donna del bianco · b5 cavallo del bianco · c5 re del nero · d5 pedone del bianco · f5 pedone del bianco · b3 pedone del nero · g3 re del bianco · h3 torre del bianco · b2 pedone del bianco · e2 pedone del bianco · g2 alfiere del bianco · h2 pedone del bianco | a8 torre del nero · b8 cavallo del nero · f8 cavallo del bianco · a7 alfiere del nero · f7 pedone del nero · a6 pedone del bianco · g6 cavallo del nero · a5 donna del bianco · b5 cavallo del bianco · c5 re del nero · d5 pedone del bianco · f5 pedone del bianco · b3 pedone del nero · g3 re del bianco · h3 torre del bianco · b2 pedone del bianco · e2 pedone del bianco · g2 alfiere del bianco · h2 pedone del bianco | a8 torre del nero · b8 cavallo del nero · f8 cavallo del bianco · a7 alfiere del nero · f7 pedone del nero · a6 pedone del bianco · g6 cavallo del nero · a5 donna del bianco · b5 cavallo del bianco · c5 re del nero · d5 pedone del bianco · f5 pedone del bianco · b3 pedone del nero · g3 re del bianco · h3 torre del bianco · b2 pedone del bianco · e2 pedone del bianco · g2 alfiere del bianco · h2 pedone del bianco | 3 |
| 2 | a8 torre del nero · b8 cavallo del nero · f8 cavallo del bianco · a7 alfiere del nero · f7 pedone del nero · a6 pedone del bianco · g6 cavallo del nero · a5 donna del bianco · b5 cavallo del bianco · c5 re del nero · d5 pedone del bianco · f5 pedone del bianco · b3 pedone del nero · g3 re del bianco · h3 torre del bianco · b2 pedone del bianco · e2 pedone del bianco · g2 alfiere del bianco · h2 pedone del bianco | a8 torre del nero · b8 cavallo del nero · f8 cavallo del bianco · a7 alfiere del nero · f7 pedone del nero · a6 pedone del bianco · g6 cavallo del nero · a5 donna del bianco · b5 cavallo del bianco · c5 re del nero · d5 pedone del bianco · f5 pedone del bianco · b3 pedone del nero · g3 re del bianco · h3 torre del bianco · b2 pedone del bianco · e2 pedone del bianco · g2 alfiere del bianco · h2 pedone del bianco | a8 torre del nero · b8 cavallo del nero · f8 cavallo del bianco · a7 alfiere del nero · f7 pedone del nero · a6 pedone del bianco · g6 cavallo del nero · a5 donna del bianco · b5 cavallo del bianco · c5 re del nero · d5 pedone del bianco · f5 pedone del bianco · b3 pedone del nero · g3 re del bianco · h3 torre del bianco · b2 pedone del bianco · e2 pedone del bianco · g2 alfiere del bianco · h2 pedone del bianco | a8 torre del nero · b8 cavallo del nero · f8 cavallo del bianco · a7 alfiere del nero · f7 pedone del nero · a6 pedone del bianco · g6 cavallo del nero · a5 donna del bianco · b5 cavallo del bianco · c5 re del nero · d5 pedone del bianco · f5 pedone del bianco · b3 pedone del nero · g3 re del bianco · h3 torre del bianco · b2 pedone del bianco · e2 pedone del bianco · g2 alfiere del bianco · h2 pedone del bianco | a8 torre del nero · b8 cavallo del nero · f8 cavallo del bianco · a7 alfiere del nero · f7 pedone del nero · a6 pedone del bianco · g6 cavallo del nero · a5 donna del bianco · b5 cavallo del bianco · c5 re del nero · d5 pedone del bianco · f5 pedone del bianco · b3 pedone del nero · g3 re del bianco · h3 torre del bianco · b2 pedone del bianco · e2 pedone del bianco · g2 alfiere del bianco · h2 pedone del bianco | a8 torre del nero · b8 cavallo del nero · f8 cavallo del bianco · a7 alfiere del nero · f7 pedone del nero · a6 pedone del bianco · g6 cavallo del nero · a5 donna del bianco · b5 cavallo del bianco · c5 re del nero · d5 pedone del bianco · f5 pedone del bianco · b3 pedone del nero · g3 re del bianco · h3 torre del bianco · b2 pedone del bianco · e2 pedone del bianco · g2 alfiere del bianco · h2 pedone del bianco | a8 torre del nero · b8 cavallo del nero · f8 cavallo del bianco · a7 alfiere del nero · f7 pedone del nero · a6 pedone del bianco · g6 cavallo del nero · a5 donna del bianco · b5 cavallo del bianco · c5 re del nero · d5 pedone del bianco · f5 pedone del bianco · b3 pedone del nero · g3 re del bianco · h3 torre del bianco · b2 pedone del bianco · e2 pedone del bianco · g2 alfiere del bianco · h2 pedone del bianco | a8 torre del nero · b8 cavallo del nero · f8 cavallo del bianco · a7 alfiere del nero · f7 pedone del nero · a6 pedone del bianco · g6 cavallo del nero · a5 donna del bianco · b5 cavallo del bianco · c5 re del nero · d5 pedone del bianco · f5 pedone del bianco · b3 pedone del nero · g3 re del bianco · h3 torre del bianco · b2 pedone del bianco · e2 pedone del bianco · g2 alfiere del bianco · h2 pedone del bianco | 2 |
| 1 | a8 torre del nero · b8 cavallo del nero · f8 cavallo del bianco · a7 alfiere del nero · f7 pedone del nero · a6 pedone del bianco · g6 cavallo del nero · a5 donna del bianco · b5 cavallo del bianco · c5 re del nero · d5 pedone del bianco · f5 pedone del bianco · b3 pedone del nero · g3 re del bianco · h3 torre del bianco · b2 pedone del bianco · e2 pedone del bianco · g2 alfiere del bianco · h2 pedone del bianco | a8 torre del nero · b8 cavallo del nero · f8 cavallo del bianco · a7 alfiere del nero · f7 pedone del nero · a6 pedone del bianco · g6 cavallo del nero · a5 donna del bianco · b5 cavallo del bianco · c5 re del nero · d5 pedone del bianco · f5 pedone del bianco · b3 pedone del nero · g3 re del bianco · h3 torre del bianco · b2 pedone del bianco · e2 pedone del bianco · g2 alfiere del bianco · h2 pedone del bianco | a8 torre del nero · b8 cavallo del nero · f8 cavallo del bianco · a7 alfiere del nero · f7 pedone del nero · a6 pedone del bianco · g6 cavallo del nero · a5 donna del bianco · b5 cavallo del bianco · c5 re del nero · d5 pedone del bianco · f5 pedone del bianco · b3 pedone del nero · g3 re del bianco · h3 torre del bianco · b2 pedone del bianco · e2 pedone del bianco · g2 alfiere del bianco · h2 pedone del bianco | a8 torre del nero · b8 cavallo del nero · f8 cavallo del bianco · a7 alfiere del nero · f7 pedone del nero · a6 pedone del bianco · g6 cavallo del nero · a5 donna del bianco · b5 cavallo del bianco · c5 re del nero · d5 pedone del bianco · f5 pedone del bianco · b3 pedone del nero · g3 re del bianco · h3 torre del bianco · b2 pedone del bianco · e2 pedone del bianco · g2 alfiere del bianco · h2 pedone del bianco | a8 torre del nero · b8 cavallo del nero · f8 cavallo del bianco · a7 alfiere del nero · f7 pedone del nero · a6 pedone del bianco · g6 cavallo del nero · a5 donna del bianco · b5 cavallo del bianco · c5 re del nero · d5 pedone del bianco · f5 pedone del bianco · b3 pedone del nero · g3 re del bianco · h3 torre del bianco · b2 pedone del bianco · e2 pedone del bianco · g2 alfiere del bianco · h2 pedone del bianco | a8 torre del nero · b8 cavallo del nero · f8 cavallo del bianco · a7 alfiere del nero · f7 pedone del nero · a6 pedone del bianco · g6 cavallo del nero · a5 donna del bianco · b5 cavallo del bianco · c5 re del nero · d5 pedone del bianco · f5 pedone del bianco · b3 pedone del nero · g3 re del bianco · h3 torre del bianco · b2 pedone del bianco · e2 pedone del bianco · g2 alfiere del bianco · h2 pedone del bianco | a8 torre del nero · b8 cavallo del nero · f8 cavallo del bianco · a7 alfiere del nero · f7 pedone del nero · a6 pedone del bianco · g6 cavallo del nero · a5 donna del bianco · b5 cavallo del bianco · c5 re del nero · d5 pedone del bianco · f5 pedone del bianco · b3 pedone del nero · g3 re del bianco · h3 torre del bianco · b2 pedone del bianco · e2 pedone del bianco · g2 alfiere del bianco · h2 pedone del bianco | a8 torre del nero · b8 cavallo del nero · f8 cavallo del bianco · a7 alfiere del nero · f7 pedone del nero · a6 pedone del bianco · g6 cavallo del nero · a5 donna del bianco · b5 cavallo del bianco · c5 re del nero · d5 pedone del bianco · f5 pedone del bianco · b3 pedone del nero · g3 re del bianco · h3 torre del bianco · b2 pedone del bianco · e2 pedone del bianco · g2 alfiere del bianco · h2 pedone del bianco | 1 |
|   | a | b | c | d | e | f | g | h |   |

Soluzione:
1. e4 !  (Zugzwang) 
  
1. ...Ab6  2. Da3+ Rxb5  3. Af1# 
 
1. ...Rc4  2. Cd4 ~  3. Dc3# 
 
1. ...Ce5  2. Cxa7+ Rd6  3. Cc8# 
 
1. ...Cf4/h4  2. Rx  3. Tc3# 
 
1. ...Ce7  2. Ca3+ Rd6  3. Cc4# 